# Acanthennea erinacea
Acanthennea erinacea (лат.) — вид брюхоногих моллюсков, единственный в составе рода Acanthennea из семейства Streptaxidae (Orthogibbinae, Eupulmonata). Встречаются на Сейшельских островах. Раковина с шипами, очень мелкая, длиной около 5 мм. Включён в Красный список IUCN Red List 2009 года.

## Описание
Раковина высотой 4,2—6,3 мм (диаметр 3,7—4,6 мм). Раковина с шипами, массивная, полупрозрачная, блестящая, стеклоподобная, из 7—8,5 довольно выпуклых витков. Последний виток прямой. Вершина почти плоская, эмбриональные завитки (около 2,5) слегка утоплены. Раковина бесцветная. Эмбриональные витки гладкие, ранние постнуклеарные витки с широко расставленными, фланцевидными ребрышками; центральная часть каждого ребра редуцирована в крупный, латерально сжатый шип. Последние витки с более мощными радиальными ребрами; базальные части многих ребер со вторым, но более мелким шипом. Поверхность между ребрами гладкая. Апертура яйцевидная, субвертикальная, с почти прямой париетальной стенкой. Колумеллярный край с глубоко лежащей ламелью. Палатальный край заметно вогнут. Умбиликус закрытый, в незрелых раковинах довольно широкий, глубокий. 
Вид был впервые описан в 1898 году под названием Ennea (Acanthennea) erinaceus E. von Martens, 1898. Типовой материал обнаружен на Сейшельских островах. Входит в состав рода Acanthennea E. von Martens, 1898 из подсемейства Orthogibbinae (Streptaxidae, Eupulmonata).